# Битва за Язловець
Битва за Язловець — військова операція Української Галицької Армії, спрямована на звільнення тоді підконтрольного польським військам міста Язловця (нині село Бучацького району Тернопільської області).

## Хід подій
9 червня 1919 р. частини УГА підійшли до Язловця та прилеглого хутору. 
10 червня 1919 р. за місто точилися важкі бої.
11 червня 1919 р. ІІІ-й Корпус УГА зайняв Язловець. Їм дістався цілий обоз з харчами, взуттям та 8 кулеметів з рушницями. Також з боку польських військових були полонені.

## Див. Також
1. Взяття Чорткова
2. Битва за Бучач
3. Взяття Тернополя